# 바다눈
바다눈 또는 마린 스노(marine snow)는 표해수층에서 사는 생물들의 죽은 사체나 배설물이 눈처럼 되어서 심해에 내리는걸 말한다. 마린스노우는 심해생물들에겐 중요한 양식이 되며 10m가 넘는 큰고래가 죽어서 눈처럼 내릴 경우에는 5년 이상 지속되기도 한다. 하지만 아주깊은 심해까진 가지못한다.

## 같이 보기
- 생물펌프(생물학적 펌프)